# Скијавонеска
Скијавонеска или спада скијавонеска (итал. spada schiavonesca – словенски мач) је мач, обично врсте једноипоручних мачева, који се први пут јављају у југоисточној Европи касног XIV века.
Једноипоручни мачеви настају у каснијем средњем веку као нова форма дугачких мачева, адаптирани из борба са тешким челичним оклопима у којима су се ретко користили штитови, при чему су били потребни модификовани мачеви и нове, развијеније мачевалачке технике. Једноипоручни мачеви (дужина сечива 75-110 cm, обично око 105 cm) били су дужи од једноручних (40-80 cm, понекад и метар), али краћи и лакши од тешких дворучних мачева (120-150 cm, неки и по два метра, мада су ово били више мачеви за показивање него за борбу), и могли су се водити једном и обема рукама. Извори пак говоре да су се технике изводиле обично обема рукама, због чега се често класификују као дворучни мачеви, а са обе руке биле су изводљиве боље технике у односу на раније једноручне или тешке дворучне мачеве.
Особина мача скијавонеске била је у накрсници у облику латиничког слова S. Улога такве накрснице могла је да се састоји у томе да се сечиво противниковог оружја на тренутак отклони у страну или углави у повијеном краку накрснице и тиме омогући довољно времена да се узда контратехника или ударац. Такав маневар било је могуће извести пре свега против сечива сабље, посебно турског типа сабље зване килиџ. Техника је наводно адаптирана из борба са Османлијама и њиховим сабљама.

Најстарији данас познати облици мачева са S накрсницом ковани су у Србији у раздобљу између маричког (1371) и косовског (1389) боја, шта је довело до тезе да је скијавонеска настала у Србији крајем XIV века, при чему поједини археолози говоре и о српском мачу. Ова теорија међутим није утврђена, јер се мачеви са S накрсницом јављају исто у Византији и Угарској, као и касније у другим суседним земљама, тако да се порекло скијавонеске не може тачно одредити. У XV веку албански, грчки као и словенски најамници из Далмације доносе мачеве са S накрсницом у Венецију, где су, између осталог, чинили гарду млетачких дуждова. У Венецији мач добија свој данашњи назив као словенски мач односно спада скијавонеска.